# Говард (Канзас)
Говард (англ. Howard) — місто (англ. city) в США, в окрузі Елк штату Канзас. Населення — 570 осіб (2020).

## Географія
Говард розташований за координатами 37°28′10″ пн. ш. 96°15′47″ зх. д. / 37.46944° пн. ш. 96.26306° зх. д. (37.469462, -96.263154).  За даними Бюро перепису населення США в 2010 році місто мало площу 1,80 км², уся площа — суходіл.

## Демографія
Згідно з переписом 2010 року, у місті мешкало 687 осіб у 318 домогосподарствах у складі 176 родин. Густота населення становила 381 особа/км².  Було 415 помешкань (230/км²).
Расовий склад населення:
| - 95,1 % — білих - 1,6 % — корінних американців - 0,4 % — азіатів |

До двох чи більше рас належало 2,3 %. Частка іспаномовних становила 4,1 % від усіх жителів.
За віковим діапазоном населення розподілялося таким чином: 19,9 % — особи молодші 18 років, 51,6 % — особи у віці 18—64 років, 28,5 % — особи у віці 65 років та старші. Медіана віку мешканця становила 49,6 року. На 100 осіб жіночої статі у місті припадало 89,8 чоловіків;  на 100 жінок у віці від 18 років та старших — 80,9 чоловіків також старших 18 років.
Середній дохід на одне домашнє господарство  становив 43 365 доларів США (медіана — 35 000), а середній дохід на одну сім'ю — 54 107 доларів (медіана — 50 000). Медіана доходів становила 46 806 доларів для чоловіків та 31 827 доларів для жінок. За межею бідності перебувало 19,8 % осіб, у тому числі 32,2 % дітей у віці до 18 років та 10,1 % осіб у віці 65 років та старших.
Цивільне працевлаштоване населення становило 262 особи. Основні галузі зайнятості: освіта, охорона здоров'я та соціальна допомога — 34,7 %, сільське господарство, лісництво, риболовля — 16,0 %, публічна адміністрація — 8,0 %, будівництво — 8,0 %.